# Jorge Cabezas Hurtado
Jorge Leguín Cabezas Hurtado (Tumaco, 6 settembre 2003) è un calciatore colombiano, attaccante del Millonarios, in prestito dal Watford.

## Carriera

### Club
Cresciuto nel Real Cartagena, il 3 ottobre 2022 viene acquistato dal Watford, con cui si lega fino al 2029; si trasferisce al club inglese all'inizio del 2023, venendo subito ceduto in prestito all'Independiente Medellín. Il 3 agosto si trasferisce, sempre a titolo temporaneo, al New York Red Bulls.

### Nazionale
Nel 2023 è stato convocato per il campionato sudamericano Under-20, concluso al terzo posto finale, e per il Mondiale Under-20.

## Statistiche

### Presenze e reti nei club
Statistiche aggiornate al 5 dicembre 2023.
| Stagione              | Squadra                | Campionato            | Campionato | Campionato | Coppe nazionali | Coppe nazionali | Coppe nazionali | Coppe continentali | Coppe continentali | Coppe continentali | Altre coppe | Altre coppe | Altre coppe | Totale | Totale |
| Stagione              | Squadra                | Comp                  | Pres       | Reti       | Comp            | Pres            | Reti            | Comp               | Pres               | Reti               | Comp        | Pres        | Reti        | Pres   | Reti   |
| --------------------- | ---------------------- | --------------------- | ---------- | ---------- | --------------- | --------------- | --------------- | ------------------ | ------------------ | ------------------ | ----------- | ----------- | ----------- | ------ | ------ |
| 2021                  | Real Cartagena         | PB                    | 8          | 0          | CC              | 1               | 0               | -                  | -                  | -                  | -           | -           | -           | 9      | 0      |
| 2022                  | Real Cartagena         | PB                    | 17         | 4          | CC              | 0               | 0               | -                  | -                  | -                  | -           | -           | -           | 17     | 4      |
| Totale Real Cartagena | Totale Real Cartagena  | Totale Real Cartagena | 25         | 4          |                 | 1               | 0               |                    | -                  | -                  |             | -           | -           | 26     | 4      |
| gen.-giu. 2023        | Independiente Medellín | PA                    | 6          | 0          | CC              | 0               | 0               | CL                 | 4                  | 0                  | -           | -           | -           | 10     | 0      |
| ago.-dic. 2023        | N.Y. Red Bulls         | MLS                   | 5          | 0          | USOC            | -               | -               | -                  | -                  | -                  | -           | -           | -           | 5      | 0      |
| Totale carriera       | Totale carriera        | Totale carriera       | 36         | 4          |                 | 1               | 0               |                    | 4                  | 0                  |             | -           | -           | 41     | 4      |